# 清水 (杉並區)
清水（日语：／ Shimizu */?）是東京都杉並區的町名。現行行政地名為清水一丁目至三丁目。已實施住居表示。2013年10月1日現為止的人口有8,516人。郵遞區號為167-0033。

## 地理
位於東京都杉並區中北部。北與下井草之間以早稻田通為界。西與今川、桃井之間以環八通為界。南與天沼之間以天沼本通為界。東鄰本天沼。由南往北分別為一丁目至三丁目。町內主要為住宅區。妙正寺旁有妙正寺公園，公園內的妙正寺池是妙正寺川源頭。此外，井草川（現在已暗渠化）在公園內與妙正寺川匯流。全町屬荻窪警察署管轄。

## 歷史
江戶時代為下井草村一部分。1932年（昭和7年）編入東京市杉並區，成立「清水町」。1965年（昭和40年）實施住居表示，舊地名清水町、沓掛町、中瀨町、神戶町、（舊）天沼一丁目各一部分合併成立現在的清水一丁目至三丁目。

### 地名由來
因此地有水泉湧出清水，江戶時代「清水」成為字名。

## 交通
清水沒有鐵路車站，南部可利用中央本線荻窪站，北部可利用西武新宿線井荻站、下井草站。環八通與天沼通的巴士便利，使用者眾多。

## 設施
- 妙正寺
- 中瀨天祖神社
- 妙正寺公園
- 妙正寺川
- 妙正寺體育館
- 杉並區立科學館

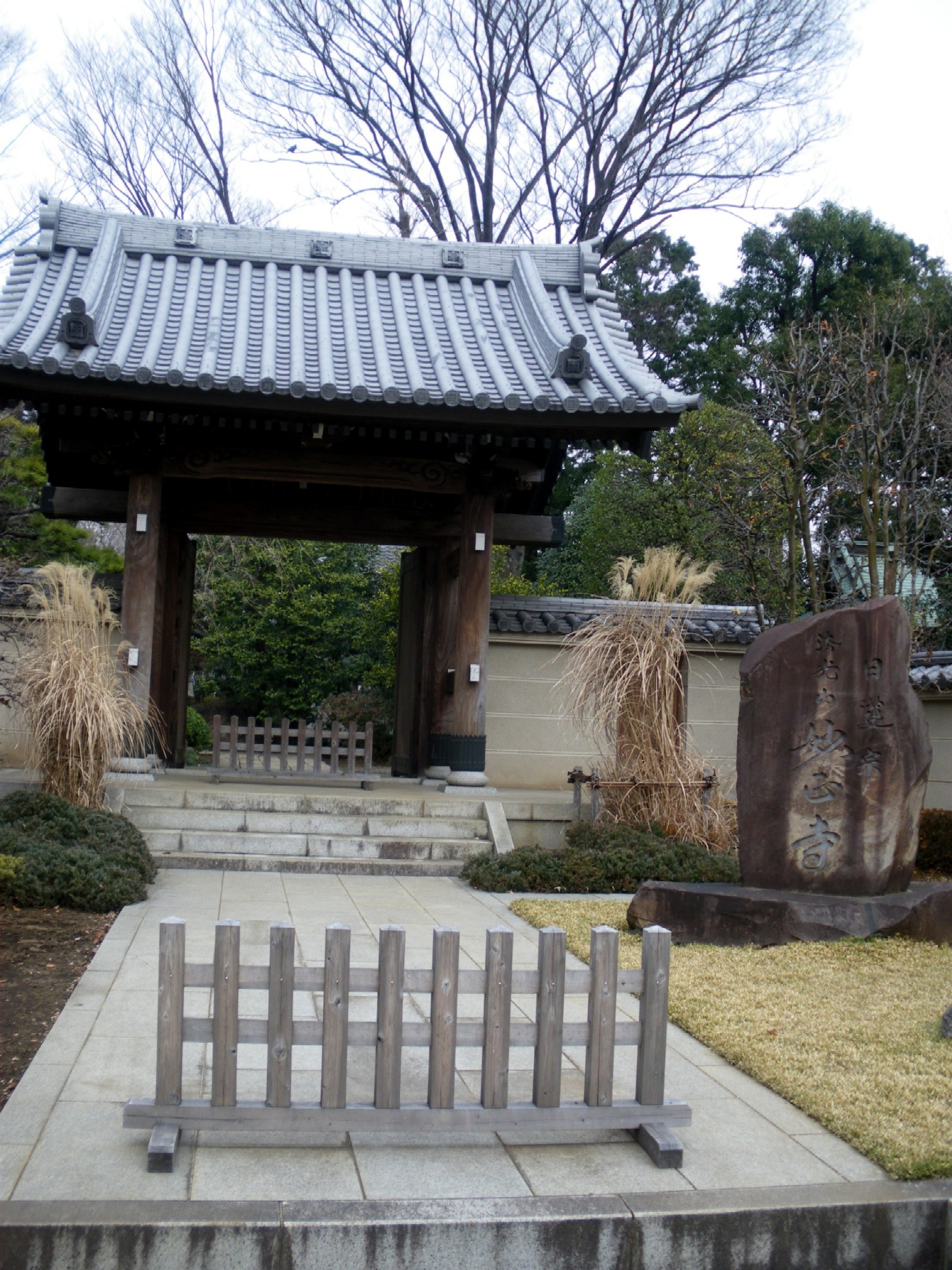
妙正寺（山門）
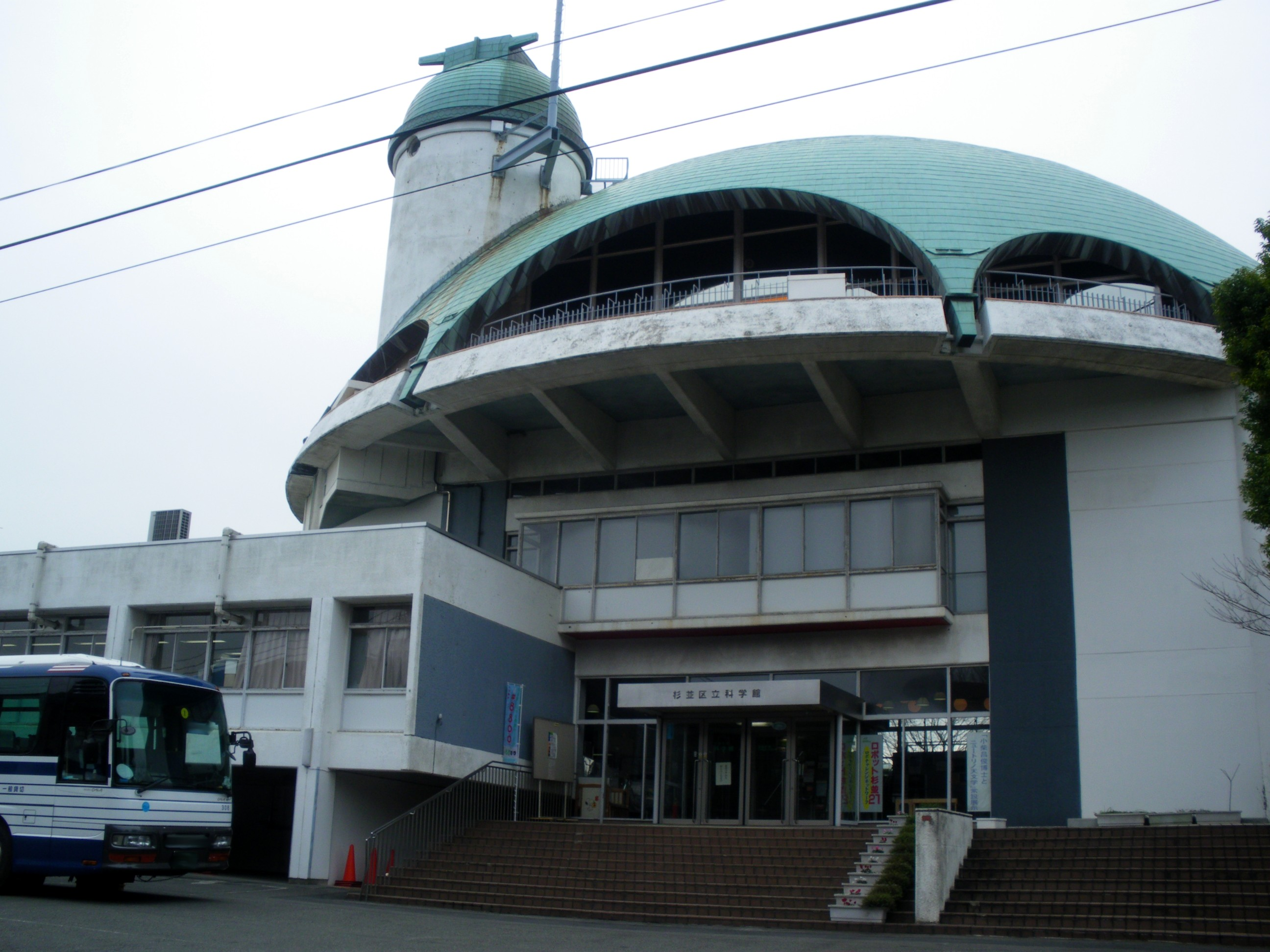
杉並區立科学館
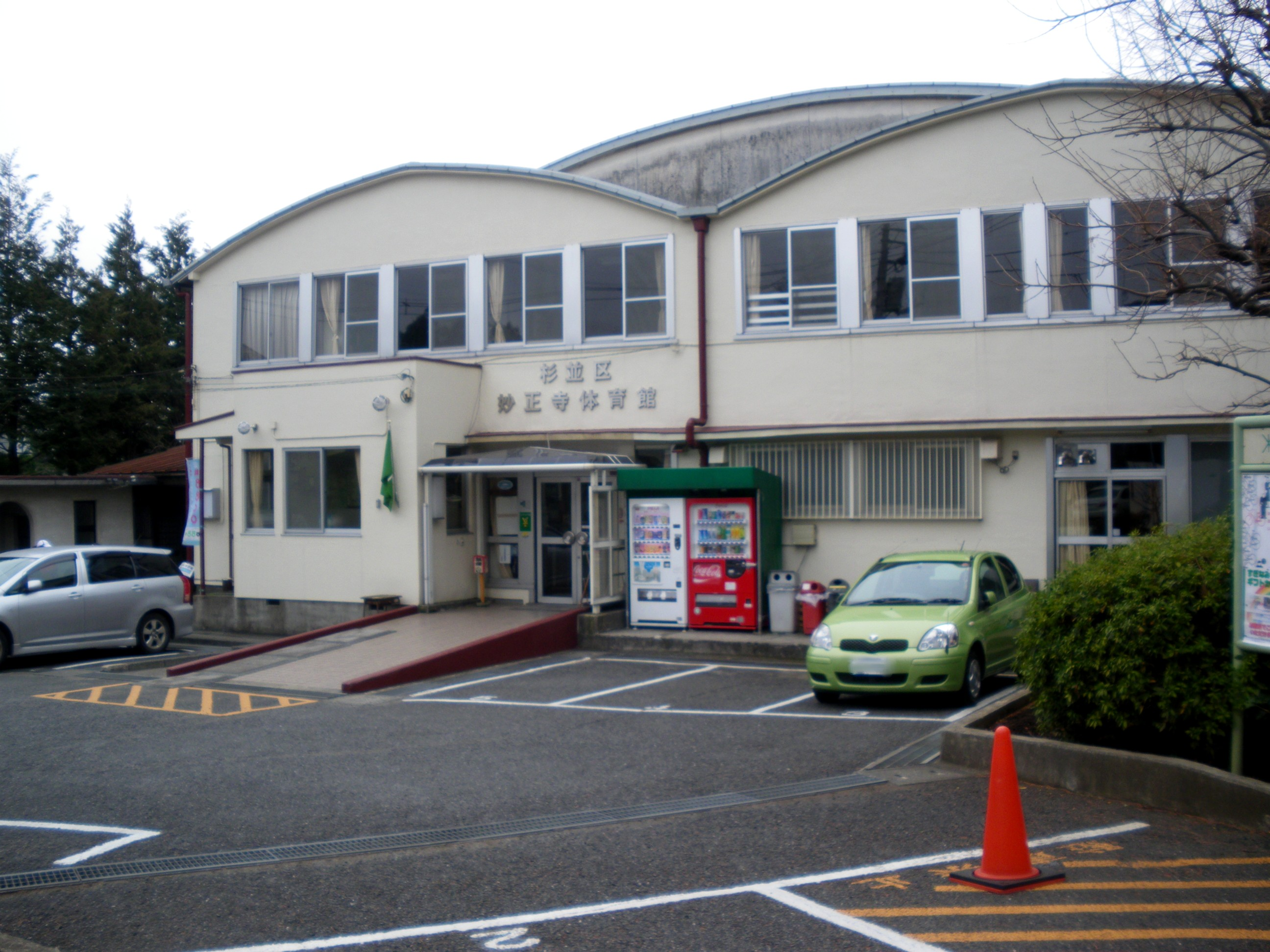
妙正寺体育館

## 備註
1. ↑  杉並区 区政資料 - 統計 - 人口 - 各歳別人口25年 的存檔，存档日期2013-10-22.